# Бней-Ацмон
Бней-Ацмон (ивр. בְּנֵי עַצְמוֹן‎; букв. Сыны Ацмона) — ныне утраченное израильское поселение и рабочий лагерь в поселенческом блоке Гуш-Катиф в секторе Газа, примерно в трёх километрах к северу от Рафаха.
Лагерь принадлежал поселенческой организации «Амана» и его жители в основном были религиозными, преимущественно в духе ешивы горы Мор. Неофициально поселение называется «Ацмона», по имени поселения на Синае. Однако из-за практики не давать одинаковых названий для эвакуированных/заброшенных поселений его официальное название — «Бней-Ацмон».
Первоначально посёлок был кооперативным, но впоследствии прошёл процесс приватизации, согласно которой некоторые семьи принадлежали общественному объединению, а около 30 семей в поселке принадлежали кооперативным структурам. На пике своего развития поселение насчитывало около 95 семей с общим населением более 700 человек. В посёлке действовало отделение молодёжного движения «Ариэль».
В кооперативном хозяйстве имелась площадь более 5000 дунамов полевых культур в районе Хешур, 12 дунамов индюшатников и курятников, молочная ферма, строительная компания и питомник Ацмона.
Все еврейские жители были выселены, дома снесены, а земля передана Палестинской национальной администрации в рамках одностороннего размежевания и ухода Израиля в 2005 году.

## История

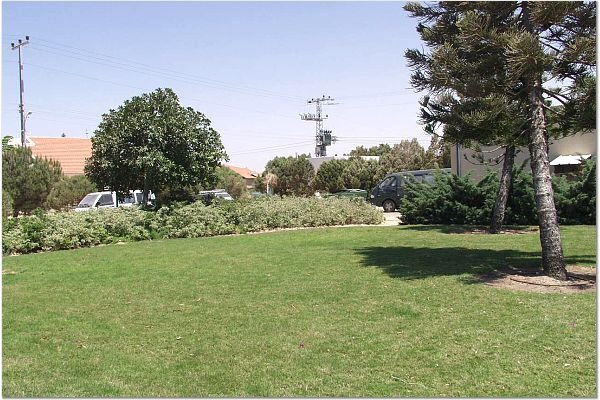
Бней-Ацмон

Поселение Ацмона возникло на Синае 20 марта 1979 года в ответ на Кэмп-Дэвидские соглашения. Поселение сначала было основано у входа в поселение Харубит, а примерно через месяц оно было перенесено на 5 км к западу.
В рамках вывода израильских войск с Синая согласно мирному соглашению с Египтом жители Ацмоны были эвакуированы из своих домов на Синае 19 апреля 1982 года. Той же ночью они добрались до поселения Мораг и разместились там в пустующих зданиях. Два с половиной месяца спустя, из-за перенаселенности этого места, жители Ацмоны 5 июля 1982 года опять переехали. Спустя несколько месяцев, после праздников, жители Ацмоны снова переехали, в мирный военный лагерь, где они пробыли около четырёх лет, и это место было названо «Мицпе Ацмона».
23 Адара 5777 года постоянная иешива обосновалась в месте, ранее называвшемся Катиф 7, а теперь получившем название Бней-Ацмон. Ранее, в октябре 1986 года, состоялась церемония открытия поселений в Долахе и Ацмоне (Бней-Ацмон) в присутствии министра Давида Леви.
7 марта 2002 года палестинский террорист из ХАМАСа убил 5 мирных еврейских жителей 18-и лет и ранил 23 человека.

## Образование
Мошав Бней-Ацмон имел разветвлённую систему образования, включавшую общежития, детские сады, помещения Талмуд-Торы для мальчиков и девочек, где обучалось около 550 учеников.
В поселении существовала настоящая довоенная подготовительная школа, в которой каждый год обучалось около 150 учеников перед призывом в ЦАХАЛ. Подготовительную школу основал и руководил ею раввин Рафи Перец.
В посёлке действовало отделение молодёжного движения «Ариэль».

## Экономика
Здесь действовало несколько заводов, которые обеспечивали работой жителей посёлка и района. Горшечно-цветочный питомник «Мишталь Ацмона» для комнатных растений, который был вторым по величине в Израиле, фабрика по производству чистящих средств, фабрика по производству саванов и большой песчаный карьер.
Кооперативный поселок имел площадь более 50 000 дунамов (50 квадратных километров) полевых культур в районе Хешур, 12 дунамов (12 000 квадратных метров) курятников, сарай и строительную компанию.

## Эвакуация

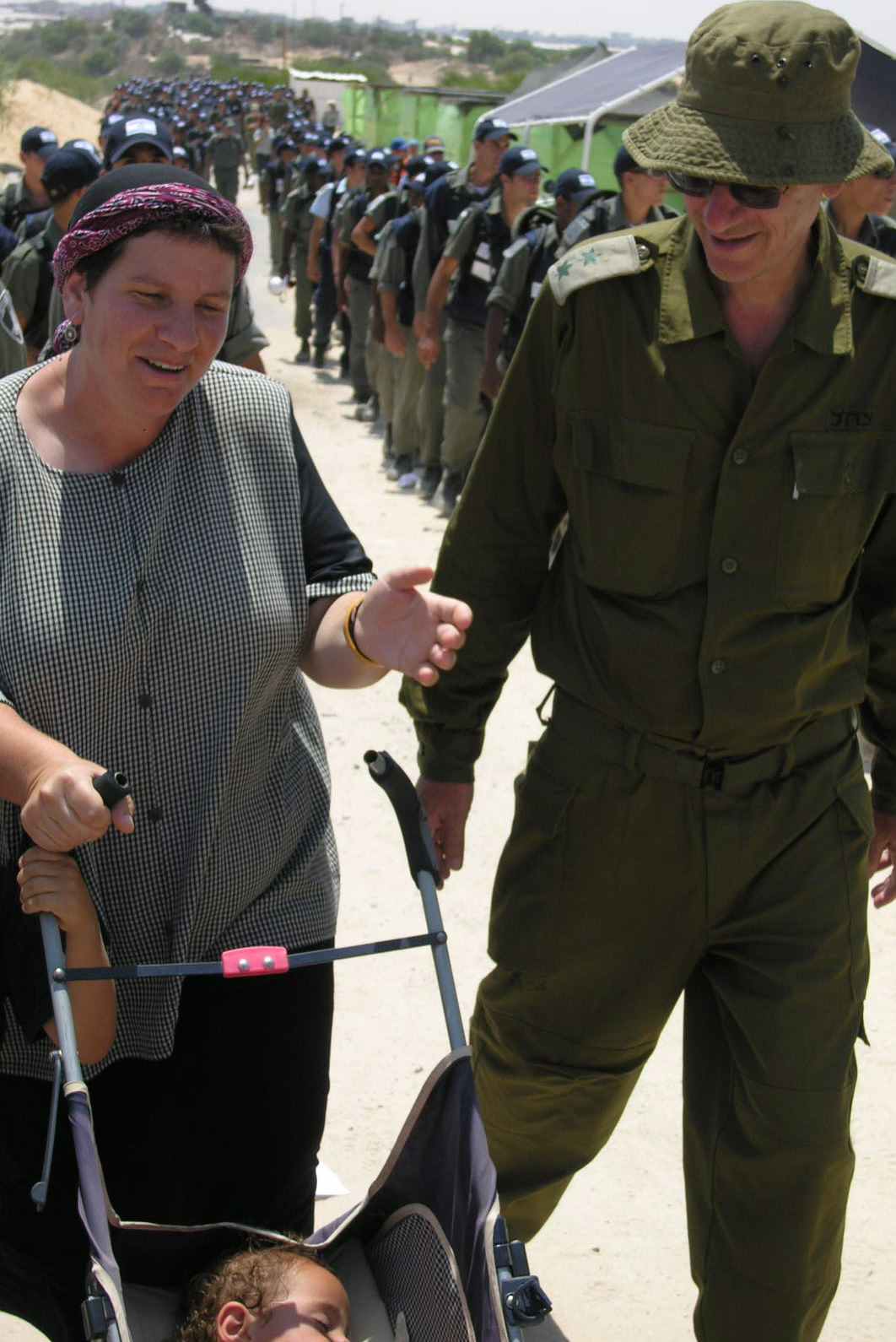
Эвакуация жителей Бней-Ацмона, 2005 год

Как и все поселения Гуш-Катиф, Бней-Ацмон был эвакуирован в рамках плана одностороннего размежевания, принятого правительством Израиля в 2004 году. Поселение, которое выступало за государственность было эвакуировано тихо и без сопротивления. Школа довоенной подготовки в поселке также была эвакуирована без какого-либо сопротивления после торжественной церемонии переезда с участием полковника Южного командования Дэна Харела и других старших офицеров, специально приглашенных для эвакуации.
После эвакуации община разделилась на две группы: 65 семей, создавших для себя временное независимое решение в рамках «Города веры» возле Нетивота, и группу из 30 семей, переехавших в Мошав Яд в Хебаль Шалом с целью создание в будущем нового поселения на холмах Халуца. 12 марта 2006 года эвакуированные из «Города веры» перебрались в выбранную ими и купленную для них администрацией Салаха Шумарию, где и поселились в рамках строительства своего постоянного поселения.

## Картирование
На топографических картах Картографического центра Израиля это место обозначается следующим образом: «Бней-Ацмон (разрушен)». В Google Maps есть ссылка на сайт, но нет надписи с названием населенного пункта.